# NGC 3328
NGC 3328 este o galaxie situată în constelația Leul. A fost descoperită în  de către .